# Битка при Павия (271)
Вижте пояснителната страница за други значения на Битки при Павия.
Битката при Павия (на латински: Pavia) се състои през 271 г. близо до днешния град Павия в Италия между алеманите и римляните с император Аврелиан.
Войската на Аврелиан напада алеманските ютунги, които се намирали в оттегляне след нахлуването им в Италия и унищожава цялата им войска.